# خروس‌ماهی پرتوی
خروس‌ماهی پرتوی یا خروس‌ماهی شیشه‌ای (نام علمی: Pterois radiata) گونه‌ای خروس‌ماهی است که در اقیانوس هند و اقیانوس آرام زندگی می‌کند.